# تواپسه
شهر تواپسه (به روسی: Туапсе) در کشور روسیه و در کرای کراسنودار واقع شده‌است.